# Stanley (rivière de Canterbury)
Pour les articles homonymes, voir Stanley.
La rivière Stanley  (en anglais : Stanley River) est un cours d’eau de la région de Canterbury, dans l’Île du Sud de la Nouvelle-Zélande. 

## Géographie
C’est un affluent supérieur du fleuve Waiau, Elle prend naissance sur les flancs sud de la chaîne de St James et s’écoule vers le sud-ouest pour atteindre le fleuve Waiau à 17 km à l'est du col de Lewis. Le Lac Guyon se draine dans la rivière Stanley via un affluent  marécageux nommé «  Stanley Vale ». Dans la partie inférieure de son cours, la rivière passe à travers une gorge nommée « Stanley Gate ».
Le chemin de randonnée de “Fowler Pass Track” suit le cours de la rivière sur la plus grande partie de sa longueur.